# فرقة المظليين الثانية
فرقة المظليين الثانية ( 2. كان قسم فولشيرشيرجير أحد أقسام النخبة المحمولة جواً في فيرماخت الألمانية ( لوفتفافه ) خلال الحرب العالمية الثانية.

## تشكيل - تكوين
نشأت فرقة المظلات الثانية في عام 1943، مع فوج المظليين الثاني، المنفصل مؤخرًا عن فرقة المظلات الأولى التي تعمل كنواة لها. في شهر مايو، تم إرسال القسم إلى أفينيون في فرنسا، حيث أصبح جزءًا من فرقة XI Flieger مع فرقة المظلات الأولى. خدم هذا الفيلق كاحتياطي للجيش العاشر الألماني في إيطاليا.
عندما بدأت الحكومة الإيطالية في الانهيار في سبتمبر، تم إرسال فرقة المظليين الثانية إلى إيطاليا. نفذت واجبات الدفاع الساحلي بالقرب من مصب التيبر. انتقل الرجال إلى روما في مساء يوم 8 سبتمبر وشاركوا في عملية لاحقة للقبض على الجيش الإيطالي. شاركت الكتيبة الأولى من فوج المظليين الثاني في الاستيلاء على جزيرة ليروس في دوديكانيز. كانت الجزيرة لا تزال محتلة من قبل القوات الإيطالية التي تستكملها الوحدات البريطانية بعد استسلام إيطاليا. بحلول 16 نوفمبر، استعادت القوات الألمانية الجزيرة.

## التاريخ التشغيلي

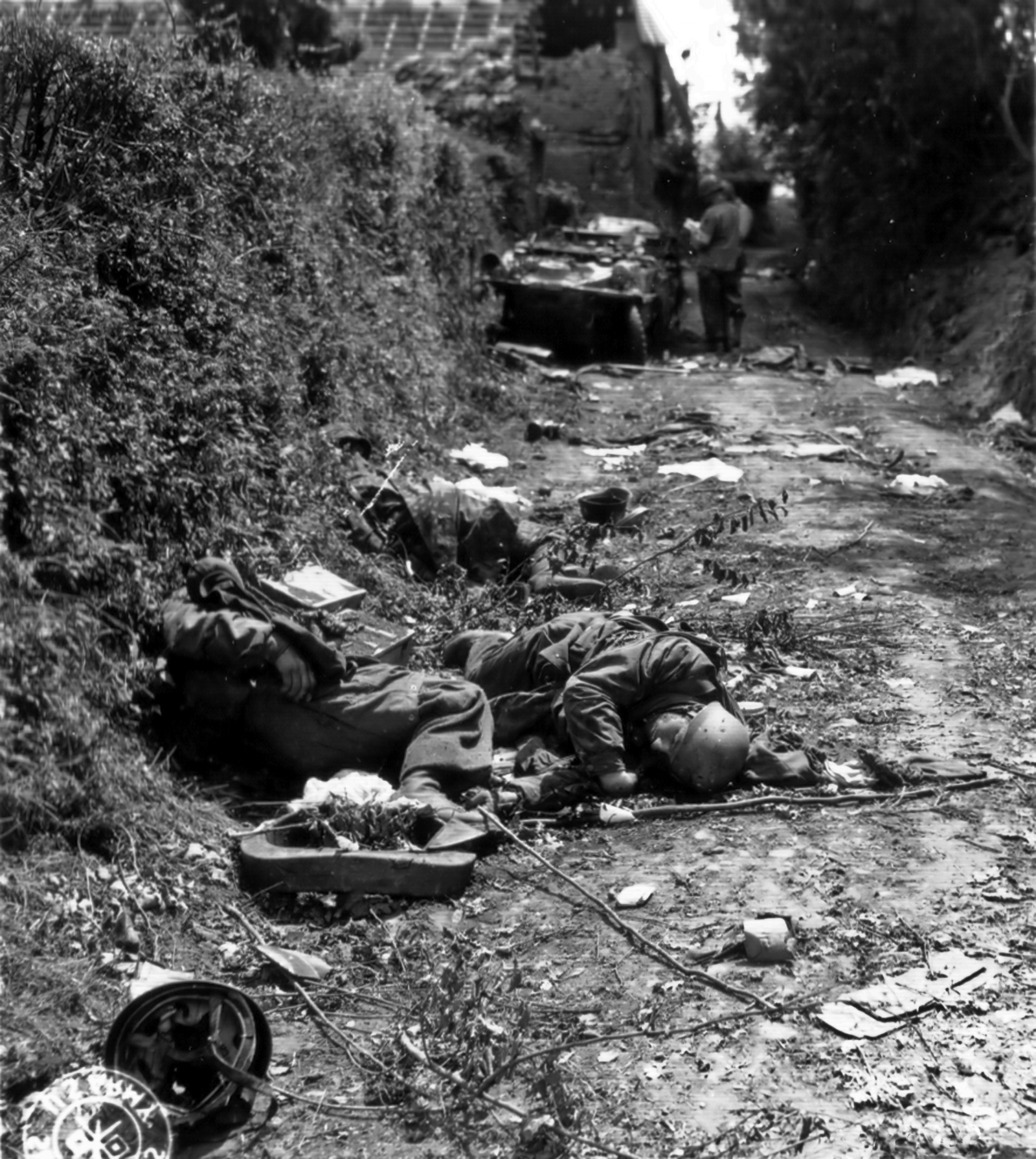
قافلة مدمرة من الفوج السادس تقوم القوات الأمريكية بفحصها في نورماندي، يوليو 1944

في أكتوبر 1943، تم نشر الفرقة في الجبهة الشرقية في الاتحاد السوفياتي وخضعت للفيلق 42، غرب كييف. في 15 كانون الأول (ديسمبر)، تم نقل الفرقة جواً جنوباً نحو كيروفوغراد لاحتواء التقدم السوفيتي. ثم بدأ هجوم مضاد ألماني الذي قوبل بمقاومة شديدة. بحلول 23 ديسمبر، تعثر الهجوم وعادت الفرقة إلى موقع الدفاع. في يناير 1944، بقيت الفرقة على الجبهة الشرقية، وتصدت بنجاح للهجوم السوفيتي حول كيروفوغراد. استأنف التقدم السوفيتي في شهر مارس مما تسبب في تراجع الفرقة خلف نهر بوك. خاضت الفرقة أعمالها الأخيرة على الجبهة الشرقية في شهر مايو خلال هجوم مضاد ضد جسر للجيش الأحمر عبر نهر دنيستر. في نهاية مايو تم سحب الفرقة الضعيفة من الجبهة وعادت إلى ألمانيا للتجديد.
أثناء هبوط الحلفاء D-Day في 6 يونيو 1944، تمركز الفوج السادس في منطقة Carentan في شبه جزيرة Cotentin، بالقرب من مناطق الإنزال للفرقة 101 المحمولة جواً في الولايات المتحدة. شارك الفوج بقوة في المعارك اللاحقة، بما في ذلك في سان لو. في 13 يونيو تم نقل ما تبقى منها إلى بريست في غرب فرنسا. في يوليو، تم القبض على العناصر الباقية من الفوج السادس في جيب فاليز وتم تدميرها أثناء تقدم الحلفاء. بحلول التاسع من أغسطس، تم ترحيل الجزء المتبقي من الفرقة إلى مدينة بريست ، حيث استسلمت في 20 سبتمبر. تم تشكيل قسم جديد بحلول ديسمبر. حارب في الدفاع عن ألمانيا في يناير 1945 وانتهى به المطاف في جيب الرور في أبريل.

## جرائم حرب
تورطت الفرقة في عدد من جرائم الحرب في إيطاليا  بين سبتمبر وأكتوبر 1943، على النحو التالي:
- روما (16 و 23 سبتمبر و7 و 23 أكتوبر)
- باليدورو (23 سبتمبر وإطلاق النار على سالفو داكويستو و1 أكتوبر وإطلاق النار على 3 مدنيين)
- تولفا (10 أكتوبر إطلاق النار على 12 مدنيا)
- مينتانا (27 أكتوبر إطلاق النار على 25 مدنيا و4 أسير حرب بريطاني سابق)
- بيدا دي فيتارالا (29 أكتوبر، إطلاق النار على 14 مدنيا)

## القادة
| تاريخ          | قائد                             |
| -------------- | -------------------------------- |
| 2 فبراير 1943  | Generalmajor هيرمان برنهارد رامك |
| 13 سبتمبر 1943 | جنرال الرائد والتر بارينتين      |
| 14 نوفمبر 1943 | Generalleutnant غوستاف ويلك      |
| 17 مارس 1944   | اللواء هانز كروه                 |
| 1 يونيو 1944   | الجنرال هيرمان بيرنهارد رامكي    |
| 11 أغسطس 1944  | اللواء هانز كروه                 |
| 15 نوفمبر 1944 | Generalleutnant والتر لاكنر      |